# Daniel Bahr

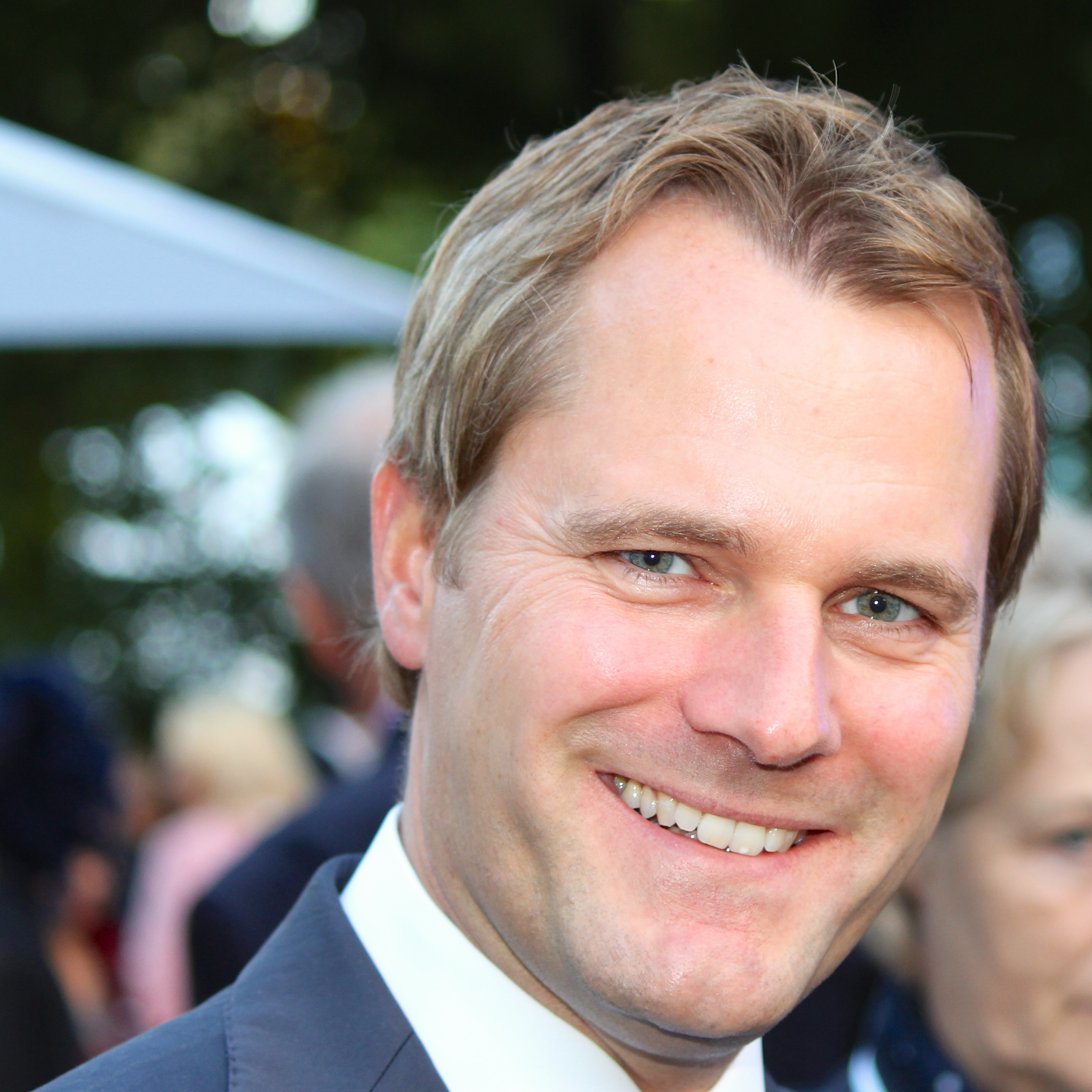
Daniel Bahr (2012)

Daniel Bahr (* 4. November 1976 in Lahnstein) ist ein deutscher Unternehmensmanager und ehemaliger Politiker (FDP). Von Mai 2011 bis Dezember 2013 war er Bundesminister für Gesundheit im Kabinett Merkel II. Seit 2014 ist Bahr Manager bei der Allianz Private Krankenversicherung.

## Ausbildung und Beruf
Daniel Bahr wurde 1976 als Sohn eines Polizisten in Lahnstein geboren. Nach dem Abitur 1996 am Immanuel-Kant-Gymnasium in Münster absolvierte er von 1996 bis 1998 eine Ausbildung zum Bankkaufmann bei der Dresdner Bank in Schwerin und Hamburg. Ab dem Wintersemester 1998/99 studierte er Volkswirtschaftslehre an der Universität Münster und schloss mit einem Bachelor of Science (BSc) ab. Ein berufsbegleitendes Business-Management-Studium mit Schwerpunkt International Health Care and Hospital Management, ebenfalls an der Universität Münster, schloss er neben seiner politischen Arbeit 2008 als Master of Business Administration (MBA) ab. Seit 2003 ist er als Mitarbeiter der Dresdner Bank (mittlerweile Commerzbank) gehaltslos beurlaubt.

## Partei

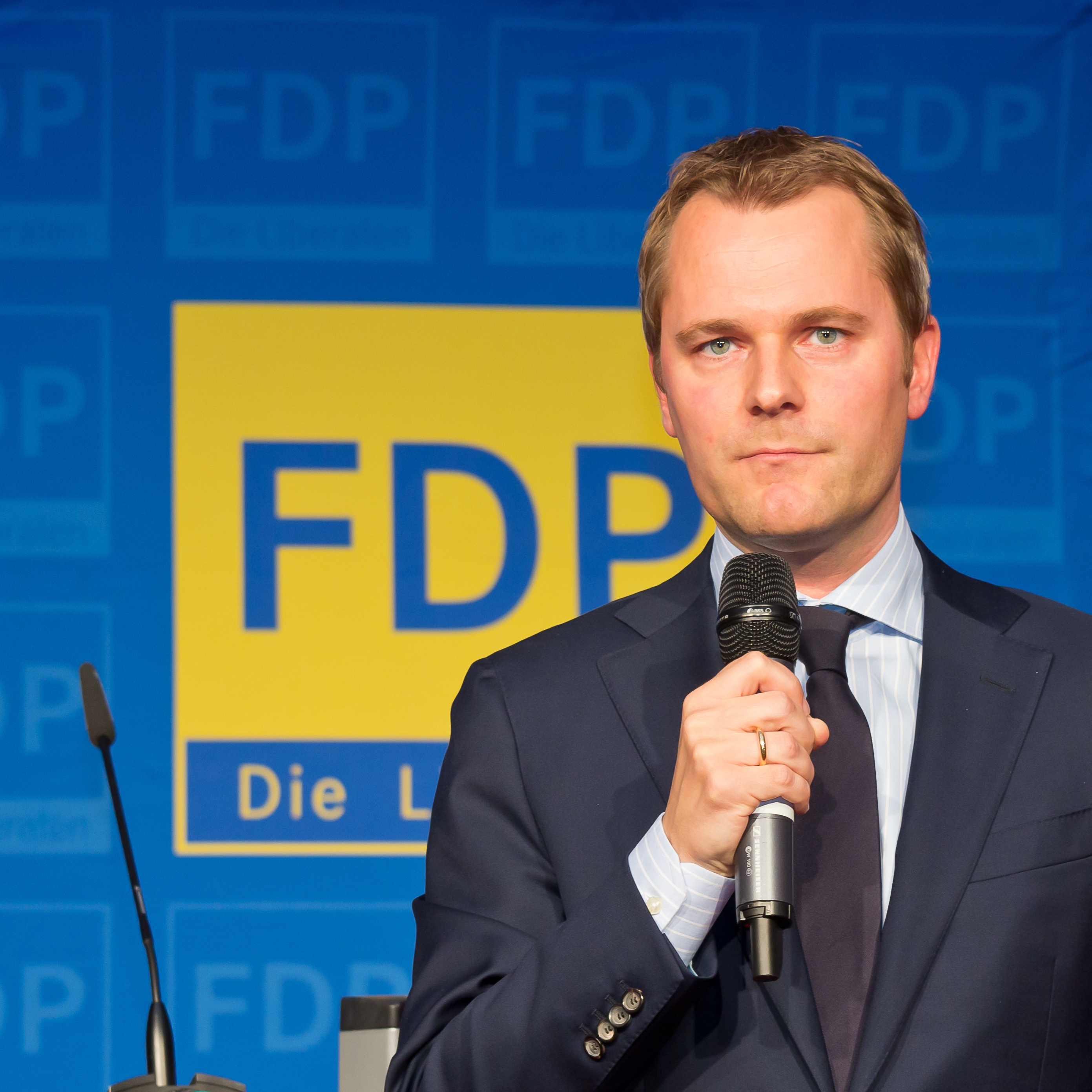
Wahlkampfkundgebung Mai 2012 in der Wolkenburg (Köln)

Bahr trat 1990 als 14-jähriger Schüler den Jungen Liberalen (JuLis) bei. 1992 wurde er Mitglied der FDP. 1994 wurde Bahr Vorsitzender des JuLi-Bezirksverbandes Münsterland und hatte dieses Amt bis 1996 inne. Ab 1996 gehörte er dem Bundesvorstand der Jungen Liberalen an. Zunächst war er bis zum Bundeskongress 1998 in Mainz Beisitzer, ehe er zum Stellvertretenden Bundesvorsitzenden mit dem Geschäftsbereich Presse- und Öffentlichkeitsarbeit gewählt wurde. Auf dem Bundeskongress 1999 in Dresden wurde Bahr zum Bundesvorsitzenden der Jungen Liberalen gewählt; dieses Amt übte er bis 2004 aus. 2006 gründete er zusammen mit Liane Knüppel, Hartmut Knüppel, Hans-Joachim Otto, Gisela Piltz, Joachim Stamp und Johannes Vogel den Verein Netzwerk 80 e. V. als Zusammenschluss aller Bundesvorstandsmitglieder und Bundesgeschäftsführer der Jungen Liberalen seit 1980.
Seit 2001 ist er zudem Mitglied im FDP-Bundesvorstand, zunächst als Vertreter der Jungen Liberalen und seit 2001 als gewähltes Mitglied. 2003 wurde er zum Vorsitzenden des Zukunftsforums „Frauen, kinderfreundliches Deutschland, Generationengerechtigkeit“ beim FDP-Bundesvorstand bestellt. Von 2006 bis 2011 war er Vorsitzender des FDP-Kreisverbandes Münster.
Am 27. November 2010 wurde er auf dem Landesparteitag der nordrhein-westfälischen FDP zum Landesvorsitzenden gewählt. Im Vorfeld der vorgezogenen Landtagswahl in Nordrhein-Westfalen am 13. Mai 2012 erklärte Bahr, dieses Amt an den Spitzenkandidaten Christian Lindner abgeben zu wollen.

## Abgeordneter
Bahr war von 2002 bis 2013 Mitglied des Deutschen Bundestages. Er zog stets über die Landesliste Nordrhein-Westfalen in den Deutschen Bundestag ein. Hier war er von 2002 bis 2005 Sprecher für demographische Entwicklung, Behindertenpolitik und Pflege der FDP-Bundestagsfraktion. Von 2005 bis 2009 war er Mitglied im Ausschuss für Gesundheit und gesundheitspolitischer Sprecher der FDP-Bundestagsfraktion.
Nach dem Scheitern seiner Partei an der Fünf-Prozent-Hürde bei der Bundestagswahl 2013 schied er im Oktober 2013 aus dem Deutschen Bundestag aus.

## Öffentliche Ämter
Bahr war vom 29. Oktober 2009 bis zum 11. Mai 2011 Parlamentarischer Staatssekretär beim Bundesminister für Gesundheit.
2010 geriet er in die Schlagzeilen, als er beim Streit um die Vorschläge von Philipp Rösler zur Einführung einer Gesundheitsprämie dem Koalitionspartner CSU vorwarf, sie sei „als Wildsau aufgetreten“ und habe sich „nur destruktiv gezeigt“.
Am 12. Mai 2011 wurde Bahr vom Bundespräsidenten zum Bundesgesundheitsminister ernannt. Sein Amtsvorgänger Philipp Rösler (FDP) wurde Bundeswirtschaftsminister und Vizekanzler. In den ersten Wochen als Bundesgesundheitsminister gerieten Bahr und Verbraucherschutzministerin Ilse Aigner in die Kritik wegen des Krisenmanagements beim weltweit größten EHEC-Ausbruch. Bahr bereitete 2012 die gesetzlichen Grundlagen zur Einführung klinischer Krebsregister in Deutschland vor. In Verhandlungen mit Kostenträgern erreichte der Bundesminister die Aufbaufinanzierung durch die Deutsche Krebshilfe und durch die Bundesländer. Er setzte sich mit Erfolg für die Abschaffung der 2004 eingeführten Praxisgebühr ein.
Während seiner Amtszeit wurde am 3. Januar 2013 in der Drucksache 17/12051 des Deutschen Bundestag der „Bericht zur Risikoanalyse im Bevölkerungsschutz 2012“ veröffentlicht. Bestandteil des Berichts der Bundesregierung war auch die „Risikoanalyse 'Pandemie durch Virus Modi-SARS'“, in welcher ausgeführt wurde, dass „bei einem Auftreten einer derartigen Pandemie über einen Zeitraum von drei Jahren mit drei voneinander getrennten Wellen mit immens hohen Opferzahlen und gravierenden Auswirkungen auf unterschiedliche Schutzgutbereiche zu rechnen wäre.“ Bahr zog als Bundesminister daraus keine Konsequenzen.

## Nach dem Ausscheiden aus dem Deutschen Bundestag
Ab Februar 2014 arbeitete Bahr für die Denkfabrik Center for American Progress (CAP) in Washington. Daneben arbeitete er als Gastdozent für Gesundheitsökonomie an der University of Michigan.
Am 1. November 2014 begann Bahr als Generalbevollmächtigter bei der Allianz Private Krankenversicherung (APKV) und wurde mit der Leitung der Bereiche Leistungsmanagement und Zentrale Vertriebskoordination betraut. Zum 1. Januar 2017 stieg er mit gleicher Zuständigkeit in den Vorstand der APKV auf.
Bahrs Wechsel zur Allianz, nur zehn Monate nach seinem Ausscheiden als Bundesgesundheitsminister, sorgte für Kritik. Bahr gilt als „Vater“ der staatlich geförderten Pflegezusatzversicherung, auch „Pflege-Bahr“ genannt. Einer der größten Anbieter der Pflege-Bahr-Policen ist die Allianz. Ursprünglich sollte Bahr bereits nach einigen Monaten in den Vorstand aufrücken, doch die Bundesanstalt für Finanzdienstleistungsaufsicht (Bafin) intervenierte und bestand auf einer längeren „Einarbeitungszeit“.

## Leben
Bahr ist katholisch, seit 2008 verheiratet und Vater von drei Kindern.
Im Mai 2019 wurde bekannt, dass Bahr an Krebs erkrankt ist. Im März 2020 schrieb die Frankfurter Allgemeine Zeitung über seine Genesung.

## Tätigkeiten neben seinem Mandat
Er war bis September 2009 bei der ERGO Versicherungsgruppe AG in Düsseldorf Mitglied des Beirates sowie ebenfalls Mitglied des Beirates beim DUK Versorgungswerk e. V. in Berlin.
Seit Januar 2011 ist er Schirmherr für das Aktionsbündnis „Schmerzfreie Stadt Münster“.
Als Beiratsmitglied von Jugend gegen AIDS unterstützt Daniel Bahr eine von Jugendlichen initiierte und geführte Initiative, die „Aufklärungs- und Präventionsarbeit auf Augenhöhe“ betreibt.
Seit 2012 gehört Daniel Bahr zu den „Young Global Leaders“ des World Economic Forums.

## Schriften
- Eine Reform mit Langzeitwirkung. Plädoyer für das Prinzip Eigenverantwortung im Gesundheitswesen. In: Peter Oberender & Christoph Straub (Hrsg.): Auf der Suche nach der besseren Lösung. Festschrift zum 60. Geburtstag von Norbert Klusen (= Gesundheitsökonomische Beiträge. Band 52). Nomos Verlag, Baden-Baden 2008, ISBN 978-3-8329-3111-7, S. 41–50.
- Eine Reform mit Langzeitwirkung. Plädoyer für das Prinzip Eigenverantwortung im Gesundheitswesen. In: Philipp Rösler & Christian Lindner (Hrsg.): Freiheit: gefühlt – gedacht – gelebt. Liberale Beiträge zu einer Wertediskussion. VS Verlag für Sozialwissenschaften, Wiesbaden 2009, ISBN 978-3-531-16387-1, S. 136–147, doi:10.1007/978-3-531-91532-6_15.